# Seznam dílů seriálu Čarodějka každým coulem
Toto je seznam dílů seriálu Čarodějka každým coulem.

## Přehled řad
| Řada | Díly | Premiéra v USA   | Premiéra v USA    | Premiéra v ČR  | Premiéra v ČR   |
| Řada | Díly | První díl        | Poslední díl      | První díl      | Poslední díl    |
| ---- | ---- | ---------------- | ----------------- | -------------- | --------------- |
| 1    | 21   | 1. ledna 2014    | 30. ledna 2014    | 30. ledna 2017 | 24. února 2017  |
| 2    | 25   | 7. července 2014 | 8. srpna 2014     | 27. února 2017 | 31. března 2017 |
| 3    | 20   | 5. ledna 2015    | 30. ledna 2015    | 4. září 2017   | 29. září 2017   |
| 4    | 21   | 6. července 2015 | 30. července 2015 | 2. října 2017  | 27. října 2017  |

## Seznam dílů

### První řada (2014)
| Č. v seriálu | Č. v řadě | Původní název          | Režie                             | Scénář             | Premiéra v USA | Premiéra v ČR              | Prod. kód |
| ------------ | --------- | ---------------------- | --------------------------------- | ------------------ | -------------- | -------------------------- | --------- |
| 1            | 1         | Discovery              | Arturo Manuitt & Leonardo Galavis | Catharina Ledeboer | 1. ledna 2014  | 30. ledna 2017             | 101       |
| 2            | 2         | The Big Rescue         | Arturo Manuitt & Leonardo Galavis | Catharina Ledeboer | 2. ledna 2014  | 31. ledna 2017             | 102       |
| 3            | 3         | The Big Chill          | Arturo Manuitt & Leonardo Galavis | Catharina Ledeboer | 3. ledna 2014  | 1. února 2017              | 103       |
| 4            | 4         | I'm a Witch            | Arturo Manuitt & Leonardo Galavis | Catharina Ledeboer | 6. ledna 2014  | 2. února 2017              | 104       |
| 5            | 5         | Magic Fight Club       | Arturo Manuitt & Leonardo Galavis | Catharina Ledeboer | 7. ledna 2014  | 3. února 2017              | 105       |
| 6-7          | 6-7       | Monkey Business        | Arturo Manuitt & Leonardo Galavis | Catharina Ledeboer | 8. ledna 2014  | 6. února 20177. února 2017 | 106-107   |
| 8            | 8         | Mac-sic-cle            | Arturo Manuitt & Leonardo Galavis | Catharina Ledeboer | 10. ledna 2014 | 8. února 2017              | 108       |
| 9            | 9         | I Said, Upside Down    | Arturo Manuitt & Leonardo Galavis | Catharina Ledeboer | 13. ledna 2014 | 9. února 2017              | 109       |
| 10           | 10        | I-Guana Dance With You | Arturo Manuitt & Leonardo Galavis | Catharina Ledeboer | 14. ledna 2014 | 10. února 2017             | 110       |
| 11           | 11        | I-Guana You Back       | Arturo Manuitt & Leonardo Galavis | Catharina Ledeboer | 15. ledna 2014 | 13. února 2017             | 111       |
| 12           | 12        | I Heart Beau           | Arturo Manuitt & Leonardo Galavis | Catharina Ledeboer | 16. ledna 2014 | 14. února 2017             | 112       |
| 13           | 13        | Pantherized            | Arturo Manuitt & Leonardo Galavis | Catharina Ledeboer | 17. ledna 2014 | 15. února 2017             | 113       |
| 14           | 14        | Walk Like a Panther    | Arturo Manuitt & Leonardo Galavis | Catharina Ledeboer | 21. ledna 2014 | 15. února 2017             | 114       |
| 15           | 15        | Beach Ball             | Arturo Manuitt & Leonardo Galavis | Catharina Ledeboer | 22. ledna 2014 | 16. února 2017             | 115       |
| 16           | 16        | Lily Frog              | Arturo Manuitt & Leonardo Galavis | Catharina Ledeboer | 23. ledna 2014 | 17. února 2017             | 116       |
| 17           | 17        | A Witch's Tale         | Arturo Manuitt & Leonardo Galavis | Catharina Ledeboer | 24. ledna 2014 | 20. února 2017             | 999       |
| 18           | 18        | Witch's Flu            | Arturo Manuitt & Leonardo Galavis | Catharina Ledeboer | 27. ledna 2014 | 21. února 2017             | 117       |
| 19           | 19        | Hexoren Squared        | Arturo Manuitt & Leonardo Galavis | Catharina Ledeboer | 27. ledna 2014 | 22. února 2017             | 118       |
| 20           | 20        | Which Witch is Which?  | Arturo Manuitt & Leonardo Galavis | Catharina Ledeboer | 29. ledna 2014 | 23. února 2017             | 119       |
| 21           | 21        | The Chosen One         | Arturo Manuitt & Leonardo Galavis | Catharina Ledeboer | 30. ledna 2014 | 24. února 2017             | 120       |

### Druhá řada (2014)
| Č. v seriálu | Č. v řadě | Původní název                    | Režie        | Scénář                           | Premiéra v USA    | Premiéra v ČR   | Prod. kód |
| ------------ | --------- | -------------------------------- | ------------ | -------------------------------- | ----------------- | --------------- | --------- |
| 22           | 1         | Jax of Hearts                    | Clayton Boen | Catharina Ledeboer               | 7. července 2014  | 27. února 2017  | 201       |
| 23           | 2         | Runaway Witch                    | Clayton Boen | Catharina Ledeboer               | 8. července 2014  | 28. února 2017  | 202       |
| 24           | 3         | Love Pie Redux                   | Clayton Boen | Catharina Ledeboer               | 9. července 2014  | 1. března 2017  | 203       |
| 25           | 4         | Powers by Proxy                  | Clayton Boen | Catharina Ledeboer               | 10. července 2014 | 2. března 2017  | 204       |
| 26           | 5         | The Fool Moon                    | Clayton Boen | Catharina Ledeboer & Gloria Shen | 11. července 2014 | 3. března 2017  | 205       |
| 27           | 6         | Daniel Who?                      | Clayton Boen | Catharina Ledeboer & Gloria Shen | 14. července 2014 | 6. března 2017  | 206       |
| 28           | 7         | No Can Do                        | Clayton Boen | Catharina Ledeboer               | 15. července 2014 | 7. března 2017  | 207       |
| 29           | 8         | Werewolves in Siberia            | Clayton Boen | Catharina Ledeboer               | 16. července 2014 | 8. března 2017  | 208       |
| 30           | 9         | The No-Sleep Sleepover           | Clayton Boen | Catharina Ledeboer & Gloria Shen | 18. července 2014 | 9. března 2017  | 209       |
| 31           | 10        | Outta Hand                       | Clayton Boen | Catharina Ledeboer & Gloria Shen | 21. července 2014 | 10. března 2017 | 210       |
| 32           | 11        | Double Trouble                   | Clayton Boen | Catharina Ledeboer               | 22. července 2014 | 13. března 2017 | 211       |
| 33           | 12        | The Emma Squad                   | Clayton Boen | Catharina Ledeboer & Gloria Shen | 23. července 2014 | 14. března 2017 | 212       |
| 34           | 13        | Missminion                       | Clayton Boen | Catharina Ledeboer               | 24. července 2014 | 15. března 2017 | 213       |
| 35           | 14        | The Breakup                      | Clayton Boen | Catharina Ledeboer               | 25. července 2014 | 16. března 2017 | 214       |
| 36           | 15        | Emma Wants a Cracker             | Clayton Boen | Catharina Ledeboer & Gloria Shen | 28. července 2014 | 17. března 2017 | 215       |
| 37           | 16        | Stormageddon                     | Clayton Boen | Catharina Ledeboer               | 29. července 2014 | 20. března 2017 | 216       |
| 38           | 17        | About a Wizard                   | Clayton Boen | Catharina Ledeboer & Gloria Shen | 30. července 2014 | 21. března 2017 | 217       |
| 39           | 18        | Beach Birthday Bash              | Clayton Boen | Catharina Ledeboer               | 31. července 2014 | 22. března 2017 | 218       |
| 40           | 19        | Zombie Boyfriend                 | Clayton Boen | Catharina Ledeboer & Gloria Shen | 1. srpna 2014     | 23. března 2017 | 219       |
| 41           | 20        | Once Upon A Spell                | Clayton Boen | Catharina Ledeboer & Gloria Shen | 24. ledna 2014    | 24. března 2017 | 998       |
| 42           | 21        | Andi & Philip, Sittin' in a Tree | Clayton Boen | Catharina Ledeboer               | 5. srpna 2014     | 27. března 2017 | 220       |
| 43           | 22        | BF-Never                         | Clayton Boen | Catharina Ledeboer               | 6. srpna 2014     | 28. března 2017 | 221       |
| 44           | 23        | The Abyss                        | Clayton Boen | Catharina Ledeboer & Gloria Shen | 7. srpna 2014     | 29. března 2017 | 222       |
| 45           | 24        | I'll Stop the World              | Clayton Boen | Catharina Ledeboer               | 8. srpna 2014     | 30. března 2017 | 223       |
| 46           | 25        | Emma vs. Emma                    | Clayton Boen | Catharina Ledeboer               | 8. srpna 2014     | 31. března 2017 | 224       |

### Třetí řada (2015)
| Č. v seriálu | Č. v řadě | Původní název           | Režie        | Scénář                                           | Premiéra v USA | Premiéra v ČR | Prod. kód |
| ------------ | --------- | ----------------------- | ------------ | ------------------------------------------------ | -------------- | ------------- | --------- |
| 47           | 1         | Beachside 7             | Clayton Boen | Catharina Ledeboer                               | 5. ledna 2015  | 4. září 2017  | 301       |
| 48           | 2         | Rebel Emma              | Clayton Boen | Catharina Ledeboer & Gloria Shen                 | 6. ledna 2015  | 5. září 2017  | 302       |
| 49           | 3         | Always You              | Clayton Boen | Catharina Ledeboer & Gloria Shen                 | 7. ledna 2015  | 6. září 2017  | 303       |
| 50           | 4         | Breaking All the Rules  | Clayton Boen | Catharina Ledeboer & Gloria Shen                 | 8. ledna 2015  | 7. září 2017  | 304       |
| 51           | 5         | Neverending Summer      | Clayton Boen | Catharina Ledeboer & Gloria Shen                 | 9. ledna 2015  | 8. září 2017  | 305       |
| 52           | 6         | Daniel Darko            | Clayton Boen | Catharina Ledeboer & Gloria Shen                 | 12. ledna 2015 | 11. září 2017 | 306       |
| 53           | 7         | No More Mr. Nice Guy    | Clayton Boen | Catharina Ledeboer & Gloria Shen                 | 13. ledna 2015 | 12. září 2017 | 307       |
| 54           | 8         | Spider No More          | Clayton Boen | Catharina Ledeboer                               | 14. ledna 2015 | 13. září 2017 | 308       |
| 55           | 9         | Back to Back            | Clayton Boen | Catharina Ledeboer & Charlotte Owen              | 15. ledna 2015 | 14. září 2017 | 309       |
| 56           | 10        | El Cristal de Caballero | Clayton Boen | Catharina Ledeboer & Charlotte Owen              | 16. ledna 2015 | 15. září 2017 | 310       |
| 57           | 11        | Kanay vs. Kanay         | Clayton Boen | Catharina Ledeboer & Charlotte Owen              | 19. ledna 2015 | 18. září 2017 | 311       |
| 58           | 12        | Invisible Me            | Clayton Boen | Catharina Ledeboer & Charlotte Owen              | 20. ledna 2015 | 19. září 2017 | 312       |
| 59           | 13        | The Truth About Kanays  | Clayton Boen | Catharina Ledeboer                               | 21. ledna 2015 | 20. září 2017 | 313       |
| 60           | 14        | Zombie Rescue Team      | Clayton Boen | Catharina Ledeboer & Gloria Shen                 | 22. ledna 2015 | 21. září 2017 | 314       |
| 61           | 15        | Enchanted Ever After    | Clayton Boen | Catharina Ledeboer, Gloria Shen & Charlotte Owen | 23. ledna 2015 | 22. září 2017 | 315       |
| 62           | 16        | Kangaroo Jax            | Clayton Boen | Catharina Ledeboer                               | 26. ledna 2015 | 25. září 2017 | 316       |
| 63           | 17        | Defiance                | Clayton Boen | Catharina Ledeboer & Gloria Shen                 | 27. ledna 2015 | 26. září 2017 | 317       |
| 64           | 18        | Magical Throwdown       | Clayton Boen | Catharina Ledeboer                               | 28. ledna 2015 | 27. září 2017 | 318       |
| 65           | 19        | The Kanay Strikes Back  | Clayton Boen | Catharina Ledeboer                               | 29. ledna 2015 | 28. září 2017 | 319       |
| 66           | 20        | New Witch Order         | Clayton Boen | Catharina Ledeboer                               | 30. ledna 2015 | 29. září 2017 | 995       |

### Čtvrtá řada (2015)
| Č. v seriálu | Č. v řadě | Původní název          | Režie        | Scénář                                                                     | Premiéra v USA    | Premiéra v ČR                | Prod. kód |
| ------------ | --------- | ---------------------- | ------------ | -------------------------------------------------------------------------- | ----------------- | ---------------------------- | --------- |
| 67           | 1         | A World Without You    | Clayton Boen | Catharina Ledeboer & Charlotte Owen                                        | 6. července 2015  | 2. října 2017                | 401       |
| 68           | 2         | Road Trippin'          | Clayton Boen | Catharina Ledeboer & Gloria Shen                                           | 7. července 2015  | 3. října 2017                | 402       |
| 69           | 3         | Ever In the Everglades | Clayton Boen | Catharina Ledeboer & Charlotte Owen                                        | 8. července 2015  | 4. října 2017                | 403       |
| 70           | 4         | Stuck in a Storm       | Clayton Boen | Catharina Ledeboer & Charlotte Owen                                        | 9. července 2015  | 5. října 2017                | 404       |
| 71           | 5         | A Tale of Two Lives    | Clayton Boen | Catharina Ledeboer & Jeff Sayers                                           | 10. července 2015 | 6. října 2017                | 405       |
| 72           | 6         | Twisted Sister         | Clayton Boen | Catharina Ledeboer & Charlotte Owen                                        | 13. července 2015 | 9. října 2017                | 406       |
| 73           | 7         | Lunch at Lola's        | Clayton Boen | Catharina Ledeboer & Charlotte Owen                                        | 14. července 2015 | 10. října 2017               | 407       |
| 74           | 8         | Monkey Face Emoji      | Clayton Boen | Catharina Ledeboer & Jeff Sayers                                           | 15. července 2015 | 11. října 2017               | 408       |
| 75           | 9         | The Final Countdown    | Clayton Boen | Catharina Ledeboer & Charlotte Owen                                        | 17. července 2015 | 12. října 2017               | 409       |
| 76-77        | 10-11     | Diego's Wipedown       | Clayton Boen | Catharina Ledeboer & Charlotte Owen                                        | 20. července 2015 | 13. října 201716. října 2017 | 410-411   |
| 78           | 12        | Van Pelt Reunion       | Clayton Boen | Catharina Ledeboer & Jeff Sayers                                           | 21. července 2015 | 17. října 2017               | 412       |
| 79           | 13        | Back to Square One     | Clayton Boen | Catharina Ledeboer & Jeff Sayers                                           | 22. července 2015 | 18. října 2017               | 413       |
| 80           | 14        | Power in a Bottle      | Clayton Boen | Catharina Ledeboer & Charlotte Owen                                        | 23. července 2015 | 19. října 2017               | 414       |
| 81           | 15        | What If?               | Clayton Boen | Catharina Ledeboer & Charlotte Owen                                        | 24. července 2015 | 20. října 2017               | 415       |
| 82           | 16        | Forever Charmed        | Clayton Boen | Catharina Ledeboer, Amir Thomas, Jeff Sayers, Gloria Shen & Charlotte Owen | 27. července 2015 | 23. října 2017               | 416       |
| 83           | 17        | Frenemies              | Clayton Boen | Catharina Ledeboer, Jeff Sayers & Charlotte Owen                           | 27. července 2015 | 24. října 2017               | 417       |
| 84           | 18        | Stop Emma              | Clayton Boen | Catharina Ledeboer, Jeff Sayers & Charlotte Owen                           | 28. července 2015 | 25. října 2017               | 418       |
| 85           | 19        | Mommie Dearest         | Clayton Boen | Catharina Ledoboer & Charlotte Owen                                        | 29. července 2015 | 26. října 2017               | 419       |
| 86-87        | 20-21     | A Girl's Sacrifice     | Clayton Boen | Catharina Ledoboer, Jeff Sayers & Charlotte Owen                           | 30. července 2015 | 27. října 2017               | 420-421   |